# لمصامدة (مشرع حمادي)
لمصامدة هي إحدى مشيخات المملكة المغربية، تتبع جغرافيا لإقليم تاوريرت وإداريًا لمشرع حمادي. يقدر عدد سكانها بـ 918 نسمة حسب الإحصاء الرسمي للسكان والسكنى لسنة 2004.